# Tři životy
Tři životy jsou český televizní pohádkový film režiséra Jiřího Stracha z roku 2007. Byl natočen podle scénáře Václava Šaška a Věry Šaškové a hlavní roli si v zahrál Vojtěch Dyk. Premiérově byl vysílán 24. prosince 2007 na stanici ČT1 jako štědrovečerní pohádka České televize.

## Obsazení
| Vojtěch Dyk          | Jakub              |
| Lucie Molnárová      | Anna (světlovlasá) |
| Petra Molnárová      | Anna (černovlasá)  |
| Filip Cíl            | Vítek              |
| Jiří Štěpnička       | kovář              |
| Jiří Dvořák          | proradný poručík   |
| Marek Taclík         | pobočník           |
| Aleš Háma            | voják - bubeník    |
| Gabriela Vránová     | kořenářka          |
| Jan Pohan            | starosta           |
| Oldřich Vlach        | obecní strážník    |
| Tatiana Pauhofová    | rudá princezna     |
| Iva Frühlingová      | černá princezna    |
| Lucie Černíková      | zlatá princezna    |
| Jana Hlaváčová       | hostinská          |
| Alois Švehlík        | hostinský          |
| Anna-Marie Valentová | Anička             |
| Kryštof Hádek        | Janek              |
| Zdeněk Hess          | sedlák             |
| Petr Drozda          | kat                |